# Efecto bloque
El efecto bloque o efecto de bloques es una de las consecuencias de los nuevos estándares de codificación y consiste en la estructura en forma de bloques de las imágenes de salida resultantes.

## Introducción
Una de las principales características que se aprovecha en la codificación de vídeo es que la energía de las imágenes tiene una frecuencia espacial bastante baja, que varía lentamente con el tiempo. Por lo tanto una transformada puede concentrar la mayor parte de la energía en muy pocos coeficientes. Para esta transformada, la imagen actual se divide en bloques para decrementar la complejidad. Todos los bloques (8x8) son transformados de acuerdo con una Transformada Discreta del Coseno (DCT) debido a que proporciona una excelente compactación energética de los datos altamente correlacionados, a que el cálculo és rápido y eficiente, que proporciona coeficientes reales y porqué aunque se trate de una transformada de dos dimensiones puede ser considerada como unidimensional aplicando por ejemplo, un escaneo en Zig-Zag.

## Causas del efecto bloque
Sin embargo, la DCT también tiene desventajas como que no reduce el número de bits necesarios para la representación del bloque. Esta reducción se hace después de comprobar que la distribución de los coeficientes no es uniforme. La transformada concentra la mayor parte de la energía del bloque en las bajas frecuencias, provocando que la mayoría de los coeficientes sean cero o casi cero. Se consigue la compresión saltándose todos los coeficientes que están cerca de cero y cuantificando los restantes (se cuantifican los coeficientes con un número finito de bits pudiendo producirse pérdidas de compresión). Estas pérdidas sumadas al hecho de que aplicamos la DCT sobre bloques y no sobre la imagen original, sin tener en cuenta la correlación que hay entre ellos, produce el efecto de bloque, visible como pequeñas discontinuidades entre bloques adyacentes. Es evidente entonces, que cuanto más comprimamos las imágenes, más notables serán estas discontinuidades, de la misma forma que se acentuarán otros efectos típicos de la codificación con pérdidas como el ruido granular o la pérdida de resolución.

## Soluciones al efecto bloque
La investigación de metodologías para la reducción del efecto de bloque ha atraído mucho la atención desde la década de los 80 cuando aparecieron técnicas como el método de superposición y el método de filtrado, que comparten como principal ventaja la simplicidad de cálculo.En la década de los 90 aparecieron otras técnicas como el método de mínimos cuadrados o algoritmo de LMS (Least-Mean-Square algorithm) con filtros de alta frecuencia para recuperar las imágenes originales.
La técnica de filtrado consiste en determinar automáticamente la cantidad de energía del bloque así como su distribución y preservando al máximo los detalles realizar una transformación para suavizar las discontinuidades entre bloques vecinos. De esta manera, los filtros procesaran peor las secuencias a cámara lenta mientras que conseguirá un efecto mejor de suavizado en el caso de movimiento rápido.
H.261, H.263, H.264, DivX, XviD utilizan algún tipo de métodos de filtrado para suavizar el efecto de bloqueo, como el Deblocking filter en H.264/MPEG-4 AVC.
- Datos: Q4888652